# Volkswagen Nutzfahrzeuge
Volkswagen Nutzfahrzeuge (ou Volkswagen Commercial Vehicles) nasceu como parte da Volkswagen, mas em 1995 foi anunciada sua transformação em uma unidade independente (todavia mantendo-se como subsidiária integral do Grupo Volkswagen).

## Modelos
- Volkswagen Crafter
- Volkswagen Caddy
- Volkswagen Transporter
- Volkswagen Caddy Life
- Volkswagen Caravelle
- Volkswagen Multivan
- Volkswagen California